# Distrikt Kakumiro
Kakumiro ist ein Distrikt in Westuganda. Die Hauptstadt des Distrikts ist Kakumiro.

## Lage
Die Distrikte, die den Distrikt Kakumiro umgeben, sind der Distrikt Hoima im Norden, der Distrikt Kyegegwa im Nordosten, der Distrikt Kiboga im Osten, der Distrikt Mubende im Südosten, der Distrikt Kyegegwa im Süden und der Distrikt Kibaale im Westen.

## Geschichte
Der Distrikt Kakumiro entstand 2016 aus Teilen des Distrikts Kibaale.

## Demografie
Die Bevölkerungszahl wird für 2020 auf 473.400 geschätzt. Davon lebten im selben Jahr 7,7 Prozent in städtischen Regionen und 92,3 Prozent in ländlichen Regionen.
| Zensusjahr | Einwohnerzahl |
| ---------- | ------------- |
| 2002       | 228.329       |
| 2014       | 351.033       |

## Wirtschaft
Die Landwirtschaft ist die Hauptstütze der Wirtschaft des Distrikts, wie es bei den meisten anderen Regionen des Landes der Fall ist.